# بيت الكامل (بني مطر)

تعديل مصدري - تعديل

بيت الكامل هي إحدى قرى عزلة بني قيس بمديرية بني مطر التابعة لمحافظة صنعاء، بلغ تعداد سكانها 85 نسمة حسب تعداد اليمن لعام 2004.